# Dimorphanthera ingens
Dimorphanthera ingens är en ljungväxtart som först beskrevs av Herman Otto Sleumer, och fick sitt nu gällande namn av P.F. Stevens. Dimorphanthera ingens ingår i släktet Dimorphanthera och familjen ljungväxter. Inga underarter finns listade i Catalogue of Life.